# Perseus (gián điệp)

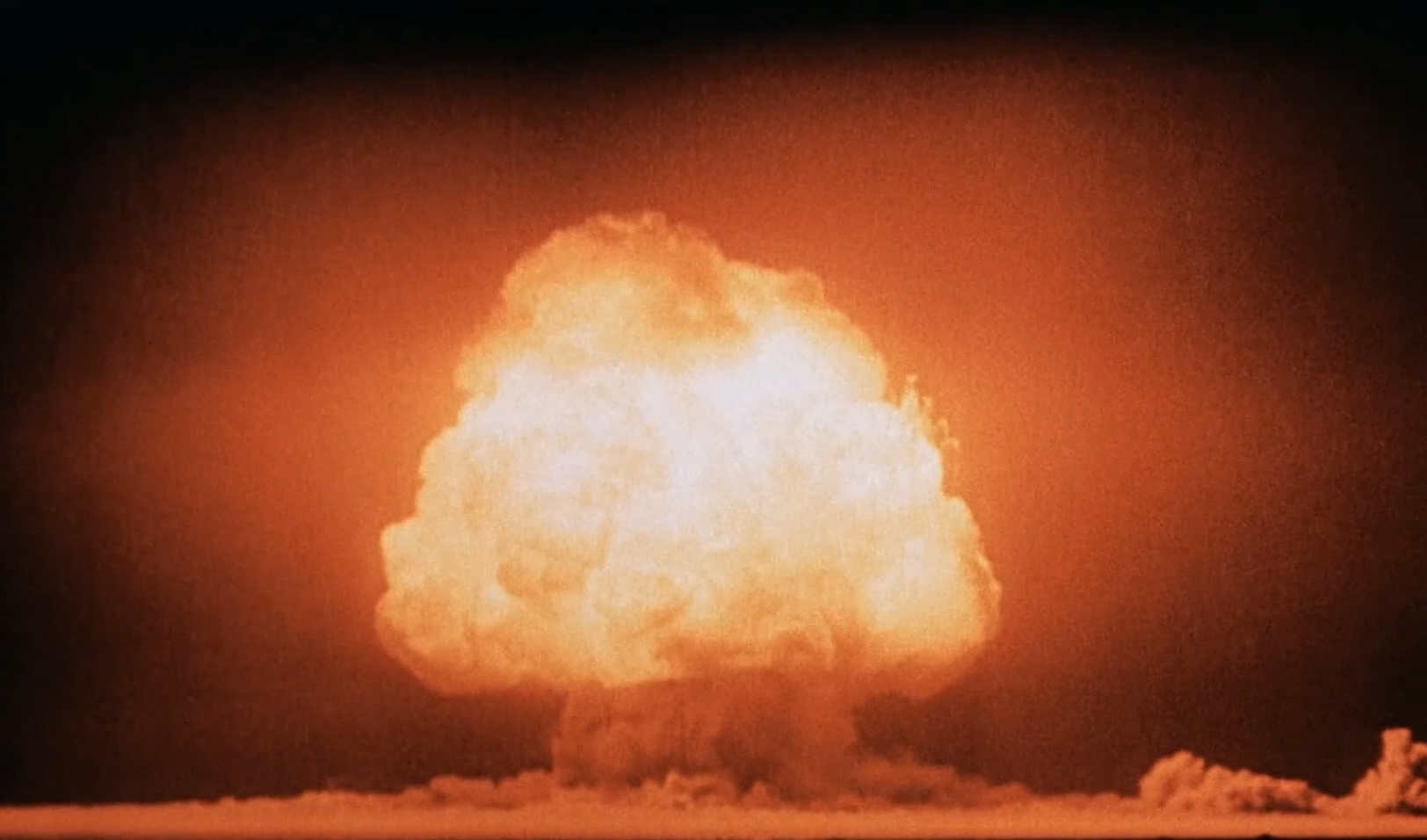
Vụ nổ thử hạt nhân Trinity. Nếu nó là thật, Perseus được cho là đã cung cấp thông tin quan trọng về cuộc thử nghiệm này cho Liên Xô theo một nguồn tin.

Perseus là mật danh của một điệp viên nguyên tử Liên Xô giả định, nếu là thật, thì anh ta  sẽ bị 
bị cáo buộc đã xâm phạm an ninh quốc gia Hoa Kỳ bằng cách xâm nhập Phòng thí nghiệm Quốc gia Los Alamos trong quá trình phát triển Dự án Manhattan, và do đó, sẽ là công cụ cho Liên Xô trong phát triển vũ khí hạt nhân sau này.
Trong số các nhà nghiên cứu về chủ đề này, có một số đồng thuận rằng Perseus chưa bao giờ tồn tại và thực sự là một sáng tạo của tình báo Liên Xô.